# Paradeisgartl

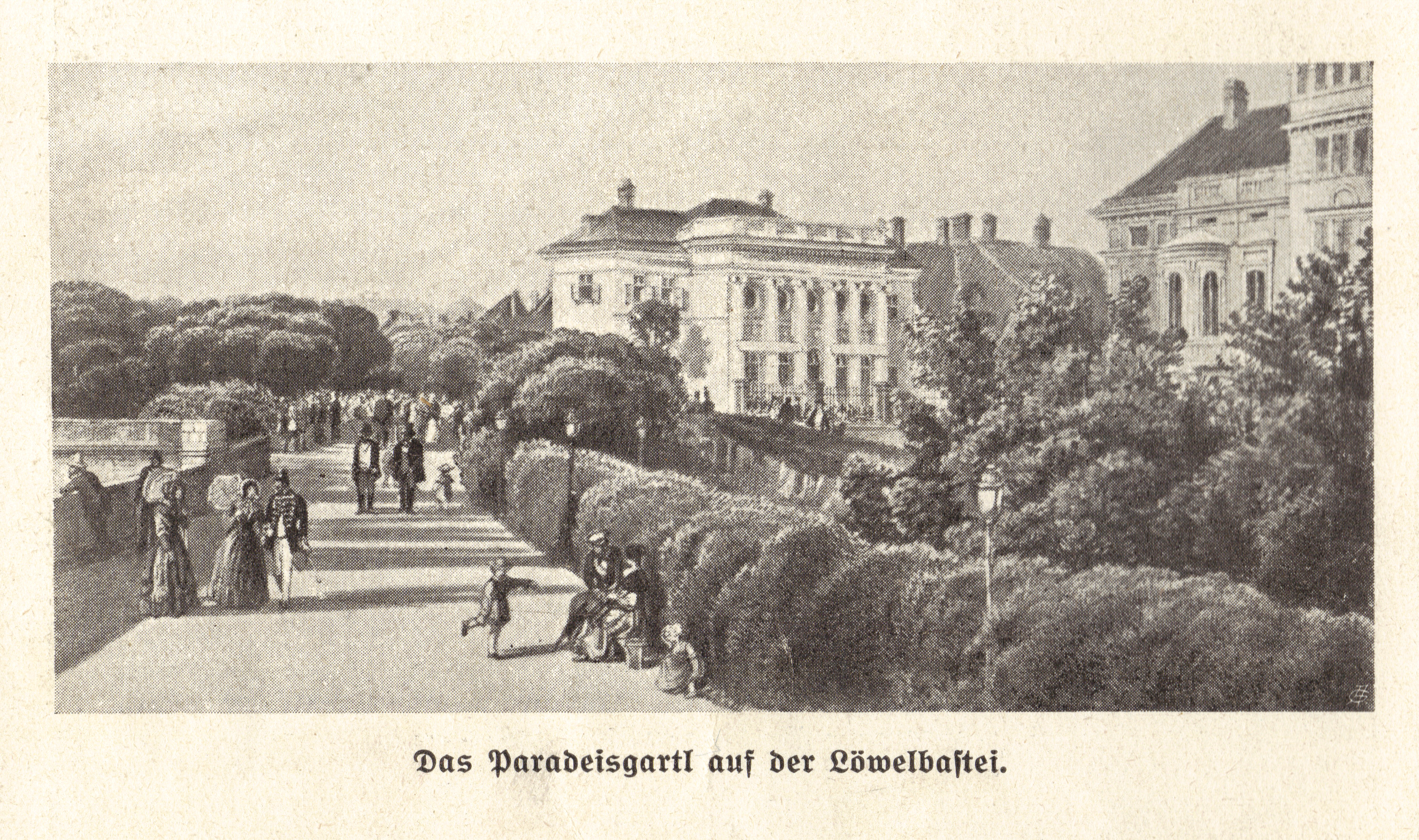
Das Paradeisgartl

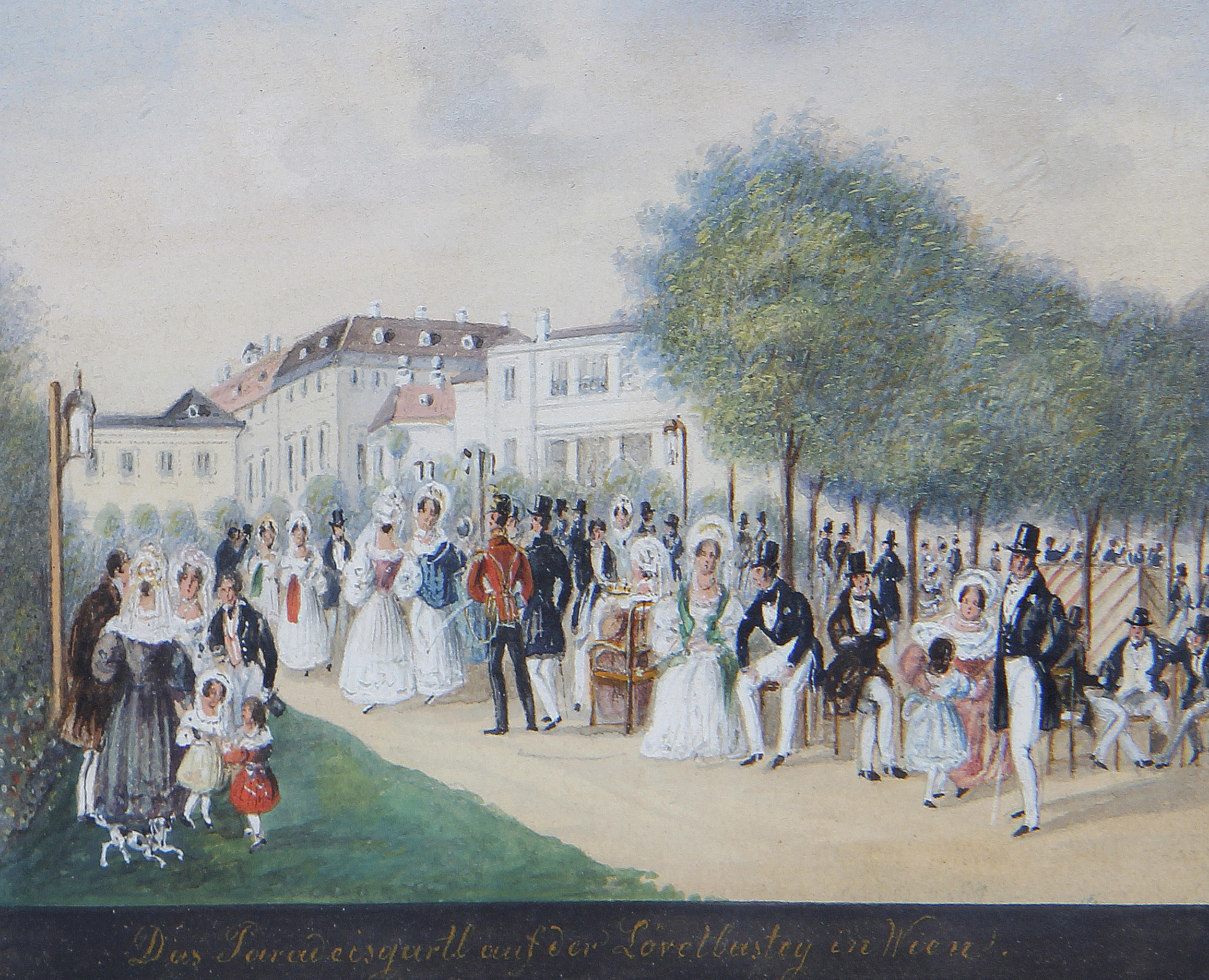
Das Paradeisgartl in der ersten Hälfte des 19. Jh.

Das Paradeisgartl (auch Paradeisgartel) auf der Löwelbastei war eine öffentliche Grünfläche im Bereich der Wiener Stadtmauern.
Es wird unterschieden zwischen älterem und jüngerem Paradeisgartl. Das ältere Paradeisgartl entstand 1755–60 und wurde vom Hofgärtner Adrian van Steckhoven gestaltet. Hier entstand 1784 bereits ein beliebtes Kaffeehaus. 1817 entstand nach Sprengung der Bastei (1809) und Erstellung einer neuen Kurtine (1811–16) das jüngere Paradeisgartl, das ab 1823 zum Volksgarten wurde. Dort stand das Corti'sche Kaffeehaus, das zum Treffpunkt der Aristokratie und des gehobenen Bürgertums wurde. Die hinter ihm liegende, gekrümmte Rampe führte auf die Hornwerkskurtine hinauf. 1872 wurde die östlich gelegene Kurtine demoliert, an ihrer Stelle entstand das neue Burgtheater. Der Rest wurde in den Volksgarten integriert. In Wien gab es auch schon zuvor einige andere Gärten, die den Namen „Paradeisgartl“ trugen.
Das Paradeisgartel ist Schauplatz eines bekannten Liedes von Ralph Benatzky, das unter anderem von Maria von Schmedes und Michael Heltau interpretiert wurde (Im Paradeisgartel ist heut Feuerwerk).